# Alexandre Charles Marie Lanfant
Alexandre Charles Marie Lanfant (Lyon, Francia, 5 de septiembre de 1726-3 de septiembre de 1792, París, Francia) fue un sacerdote jesuita, confesor de la reina María Antonieta de Austria. Fue asesinado en las masacres de septiembre en la Abadía de Saint-Germain-des-Prés.

## Biografía
Alejandro Carlos nació en la ciudad de Lyon el 9 de septiembre de 1726. Era hijo de Jaime Lanfant, un burgués de Lyon, y de Carlota Berthoud. En el bautismo, que él recibió el día siguiente de su nacimiento en la iglesia de Ainay, se le dio el nombre de Ana (sic) Alejandro Carlos María.
Estudió en el célebre Colegio de la Trinidad, en Lyon, donde mostró disposiciones para la ciencia y la virtud. A los quince años de edad terminó sus estudios, incluidos dos años de filosofía.
El 7 de septiembre de 1741 ingresó al Noviciado de la Compañía de Jesús, en Aviñón. Después enseñó sucesivamente Gramática, Humanidades y Retórica, en el Colegio real de Aix y en el de Besanzón. Con sus alumnos demostró preparación y arte literario en composiciones latinas y vernáculas.
En Lyon hizo los estudios de Teología (1751-1754). No tenía todavía 29 años cuando les dio término. Y porque era muy joven para emitir los Últimos Votos, los Superiores lo destinaron, después de la ordenación sacerdotal, al Colegio de Marsella, donde a la cátedra de Retórica debió agregar el ministerio de la predicación. Como se distinguía en la predicación, los Superiores le encargaron pronunciar en la iglesia del Colegio la oración fúnebre de Monseñor Henri de Belzunce. Y desde entonces su fama de predicador creció constantemente.
En la ciudad de Macon pronunció la Profesión de cuatro Votos en 1760. Y cuando los jesuitas fueron expulsados de sus casas en 1762 por el Parlamento, él se refugió en la Lorena, donde el duque, el rey de Polonia en exilio Estanislao I, había rehusado ejecutar las órdenes de persecución.
El Padre Lanfant vivió con otros 12 jesuitas en el Seminario real de Misiones, en la ciudad de Nancy encargados de dar 12 misiones anuales en los límites del ducado de Lorena. Y fue predicador en la corte del rey Estanislao.
El Padre Lanfant tuvo el honor, en agosto de 1768, en la Capilla de la Visitación, de terminar la solemne Novena de la celebración de la canonización de Santa Juana Francisca Chantal.
A la muerte de Estanislao I, Lorena pasó al régimen francés y los jesuitas debieron dejar este refugio. El Padre Alejandro Carlos pasó a Bulgnéville, desde septiembre de 1768, a vivir en casa de unos parientes.
Pero conocido en la corte de Viena por sus predicaciones en Adviento y Cuaresma, la emperatriz María Teresa intentó retenerlo. Él predicó allí tres Advientos y tres Cuaresmas.
Después estuvo en la corte de Versailles donde el rey Luis XVI y María Antonieta lo designaron “predicador del rey”. Se dijo que grandes escritores, como Juan Jacobo Rousseau, d’Alambert y Denis Diderot, fueron a escucharlo. Y desde 1773 se hizo blanco preferido de los ataques de los jansenistas.
La postura del Padre Lanfant acerca de la Constitución Civil del clero fue nítida e inmutable: más vale la pobreza total o la muerte que prestar el “juramento impío”. 341
Y precisamente, para evitar ese juramento, él rehusó predicar la Cuaresma de 1791 ante la Corte del rey.
Ante el proyecto de obligar a todos los sacerdotes a prestar el juramento, él escribió: “En ese caso, me veré obligado y feliz a atestiguar mi fe, la que yo pido a Dios me conserve aún al precio de mi propia vida”. Y otro día: “Estamos a la espera de lo que resultará con ese juramento. Con la ayuda de Dios, espero que no sea obligado. Tengo necesidad de la gracia, y la pido. Es necesario prepararse a sufrir y armarse de la fuerza de Dios”. Y el 2 de febrero de 1791 agregó: “Yo diré, como último análisis, tratándose de mí, que creo mi deber rechazar claramente todo juramento, porque si lo prestara según el sentido que le da quien lo manda, yo preferiría morir antes de adherirme a los principios que son el flagelo de la religión”.
Los partidarios de la Revolución difundieron diversos libelos en contra del Padre Lanfant diciendo que “el confesor del rey” había obligado a su penitente a cumplir la obligación pascual, en secreto, de manos de un sacerdote “refractario” al juramento. Lo cual, ciertamente, no estaba probado.
Para ayudar mejor a los cristianos que seguían fieles a la Iglesia, el Padre Lanfant decidió quedarse en París, aunque cambiaba con frecuencia de domicilio y de disfraz.
Parecía optimista y esperaba que los acontecimientos pudieran arreglarse, y a partir del mes de mayo de 1791 constantemente hace referencia a que ha puesto toda su esperanza en el Corazón de Jesús y habla de las pequeñas imágenes que ha estado repartiendo. A su sobrina, la señora de Saint Ouen, le escribe: “Te envío dos imágenes del Corazón de Jesús, una para ti y la otra para tu esposo. Estas imágenes defienden contra los peligros. La devoción al Corazón de Jesús hace grandes progresos.” “Ustedes no se imaginan qué estratagemas utilizan los sacerdotes para administrar los sacramentos. Yo estoy en esto, pero busco mantenerme en un justo medio entre la temeridad y comodidad”.
Engañado por las ilusiones de sus amigos, el Padre Lanfant creyó siempre en el fin de las desgracias. Y conservó esta esperanza hasta la víspera de su arresto definitivo.
Sobre los últimos meses de su vida, sobre su arresto y muerte, tenemos algunos detalles, especialmente gracias a tres cartas suyas, y a los testimonios de dos sacerdotes dignos de fe. Uno de ellos, el Presbítero Amado Guillon, hizo una seria averiguación sobre la muerte del Padre Lanfant. El otro es un sacerdote constitucional, el abad S. E. Monnel, que votó a favor de la muerte del rey, y que más tarde en sus Memorias pidió perdón retractándose del mal que hizo.
En una de esas cartas escribe el 8 de agosto de 1792: “Yo no dejo París, y no veo a dónde podría irme. Si hay revolución, el vecindario no será tampoco seguro. Yo me someto a la salvaguardia de la Providencia en quien me he confiado”. El día 342 12 agrega: “No puedo pintar exactamente las desgracias que ocurren. Han llegado al colmo. Se ignora el número de muertos, y algunos dicen llegar a siete mil. Ha habido muchas cabezas cortadas y gran multitud de ladrones colgados. Un buen número de sacerdotes fueron encerrados en la iglesia de los Padres Carmelitas, en la calle Vaugirard, donde pasaron la noche con gran incomodidad. Se dijo que había sido por su seguridad”.
Desde hacía algún tiempo el Padre Lanfant había dejado el alojamiento que ocupaba en la calle Saint-Jacques y se había retirado a una casa que dependía de la comunidad de las religiosas de la Visitación, de la calle Du Bac. Se vestía estrictamente de seglar, con un traje donado por la esposa de un comerciante. Y cuando el peligro se hizo más evidente, él se trasladó a la obscura calle VieilleMonnaie, a la casa de un encuadernador. Tenía su altar, y decía la Misa en el departamento de un buen católico, de nombre Jalet, tornero en madera y arrendatario de la misma casa.
“Un día”, cuenta el futuro regicida Monnel, “yo tenía que hacer empastar unos libros y fui a la casa de Leriche en la calle Vieille-Monnaie, sin hacerme avisar, y en su taller encontré a un hombre vestido de negro, cuyos rasgos me eran conocidos. Me acerqué a él y descubrí que era el Abate Lanfant. Él se puso pálido cuando se dio cuenta de que yo lo había reconocido. Le dije Noli timere, no temas.
Y él me contestó: Qui sperat in Domino; no, el que espera en el Señor. Y así sin delatarlo, porque no pronuncié su nombre, me alejé”.
Y aún hay otra carta del Padre Lanfant: “Se habla de gente detenida a traición, pero yo no sé ni nombres, ni delitos. Cuentan que hay diversos lugares para ejecutarlos.
Dicen que los sacerdotes mayores de 60 años quedan exceptuados de la deportación, y que simplemente quedan detenidos en una casa. El anciano cardenal de La Rochefoucauld, de 84 años, está ya en el Seminario de San Fermín”.
El 30 de agosto de 1792, el Padre Alejandro Carlos fue arrestado. El periódico El Monitor Universal anunció su captura a toda Francia con palabras hostiles al rey Luis XVI y como un verdadero triunfo para la revolución: “El Abate Lanfant, confesor del rey, ha sido detenido”.
Conducido primero a la Municipalidad, al día siguiente fue transferido a la Abadía de Saint Germain des Prés. El encargado de los presos lo alojó en una pieza que daba al coro de la Capilla de la comunidad. Allí encontró a un amigo, el abate Chapt de Rastignac. Otros estaban encerrados en el antiguo Refectorio de los monjes, en la Sala Capitular, o en los Talleres. Lanfant quedó casi tranquilo con ese recibimiento que parecía cortés.
Desde que se supo su arresto, hubo personas que trataron de ayudarlo. Una fue el Abate Monnel que lo había reconocido en casa del encuadernador, y la otra fue este mismo, su arrendador. Hicieron gestiones ante los administradores de la Comuna. Pero fue inútil.
Las masacres comenzaron el 2 de septiembre en el patio y los claustros de la Abadía, y hacia las diez de la mañana del día 3 los sacerdotes Lanfant y Rastignac 343 se dieron cuenta de que llegaba el turno a los que estaban presos en la Capilla. De inmediato, ambos pasaron desde la pieza al Coro de la Capilla, y desde lo alto exhortaron a los demás a una muerte cristiana.
El abate de Rastignac murió esa misma mañana hacia las once horas. El abate Lanfant gracias a las gestiones del Abate Monnel fue liberado a la una o dos, después de mediodía. Sin embargo, desde la calle fue arrastrado por un grupo de revolucionarios nuevamente hasta la Abadía. El día martes 4 de septiembre fue visto por el Abate de Salamon, lo dijo en sus Memorias, cuando era interrogado por el Tribunal revolucionario.
El Padre Alejandro Carlos Lanfant parece haber sido liberado por segunda vez el día 5 de septiembre, pero en la calle, inmediatamente al salir de la Abadía, nuevamente fue reconocido por un grupo de revolucionarios y masacrado. Tenía 66 años de edad.